# Incarceración
La incarceración (del latín medieval incarcerare, y del latín tardío incarcerāre "encarcelar") es el proceso de atrapamiento de alguna víscera, o parte de ella, en un orificio estrecho, sin poder volver a retornar a su lugar anatomo-fisiológico normal.

## Casos más comunes

### Hernias incarceradas[2]
Las incarceraciones más habituales son las producidas por hernias en la cavidad abdominal al atrapar asas intestinales y/u otro órgano (parte del estómago en hernias diafragmáticas

Obstrucción intestinal por hernia diafragmática posterolateral derecha incarcerada, por ejemplo) y no poder volver a su posición correcta, ni siquiera tras el intento de reducción por parte del médico. Pueden tener cierto grado de obstrucción intestinal, pero sin que vascularmente se vea afectado el órgano(no existe ni isquemia ni necrosis).

#### Síntomas
Tumoración dolorosa (región herniada), dolores abdominales tipo cólico, náuseas, vómitos, distensión abdominal, dependiendo siempre del área y segmento afectado. En la incarceración, la temperatura y el conteo de leucocitos inicial es normal. Si no consigue el médico reducirla manualmente con una suave presión, evolucionará, muy posiblemente, hacia la obstrucción y el estrangulamiento del órgano afectado (isquemia y necrosis), agravándose los síntomas, además de comenzar con fiebre, aumento de los leucocitos en sangre o leucocitosis y el empeoramiento del estado del paciente, pudiendo llegar al shock y al fallecimiento de la persona enferma.  

#### Diagnóstico
La sintomatología y la exploración clínica, suelen ser bastante indicativas del diagnóstico de la enfermedad. Se utilizan radiografías de abdomen y tórax (en caso de hernia diafragmática), analíticas de sangre y si es necesario la tomografía axial computerizada o TAC, para evaluar el área y órganos afectados y la gravedad del estado del paciente.

#### Tratamiento
El tratamiento de una hernia incarcerada es la intervención quirúrgica de urgencia (puede ser por laparoscopia, si así lo indican las pruebas), además de intentar estabilizar al paciente rehidratándole con sueroterapia, colocando una sonda nasogástrica, administración de analgesia y reposo. 
En ocasiones no se puede intervenir quirúrgicamente (en algunos casos pediátricos y otros) y el cirujano intentará la reducción manual relajando al paciente bajo sedación profunda, ejecutada por el equipo de anestesia, siempre intentando que no se produzca la estrangulación y necrosis de los órganos atrapados y evitar así la cirugía, por lo menos hasta que el estado del paciente lo permita.

### Útero incarcerado[6][7]
El útero en retroversión o retroflexión o útero invertido (colocación hacia la parte posterior del cuerpo, en vez de hacia la parte anterior), al producirse el crecimiento del mismo por un embarazo o por un mioma, puede ocurrir que podría mantenerse incarcerado en la concavidad del sacro.

#### Síntomas
Molestias abdominales, presión pélvica y trastorno en la micción. A medida que aumenta la presión y el llenado de la vejiga se producen emisiones involuntarias de orina o incontinencia urinaria, no llegando a vaciarse del todo nunca (incontinencia paradójica). También se puede producir una retención vesical aguda y llegar a complicarse con una nefropatía obstructiva grave.

#### Diagnóstico
La sintomatología y la exploración clínica suelen ser indicativas para diagnosticar la incarceración del útero en retroversión. También se pueden utilizar la ecografía y resonancia magnética si fueran necesarios.

#### Tratamiento
Se repone el útero, tras un sondaje vesical y colocando a la mujer en posición genupectoral (las rodillas se acercan lo máximo posible al pecho), se empuja para que salga del encajonamiento, a veces ayudándose de presión digital a través del recto. En ocasiones, es necesario desalojar la incarceración uterina a través de laparoscopia e incluso una colonoscopia.
Tras la liberación se deja la sonda vesical hasta que se restablezca el tono vesical y se coloca un pesario durante unas semanas para evitar que vuelva a recurrir la incarceración.